# Stevica Ristiḱ
Stevica Ristiḱ (in macedone Стевица Ристиќ?; Vršac, 23 maggio 1982) è un ex calciatore macedone, di ruolo attaccante.

## Carriera
Si è trasferito al Bunyodkor nel gennaio 2010.

## Palmarès

### Club

#### Competizioni internazionali
- AFC Champions League: 1

Pohang Steelers: 2009

#### Competizioni nazionali
- Campionato uzbeko: 1

Bunyodkor: 2010
- Coppa dell'Uzbekistan: 1

Bunyodkor: 2010